# Encefalomielite autoimune experimental

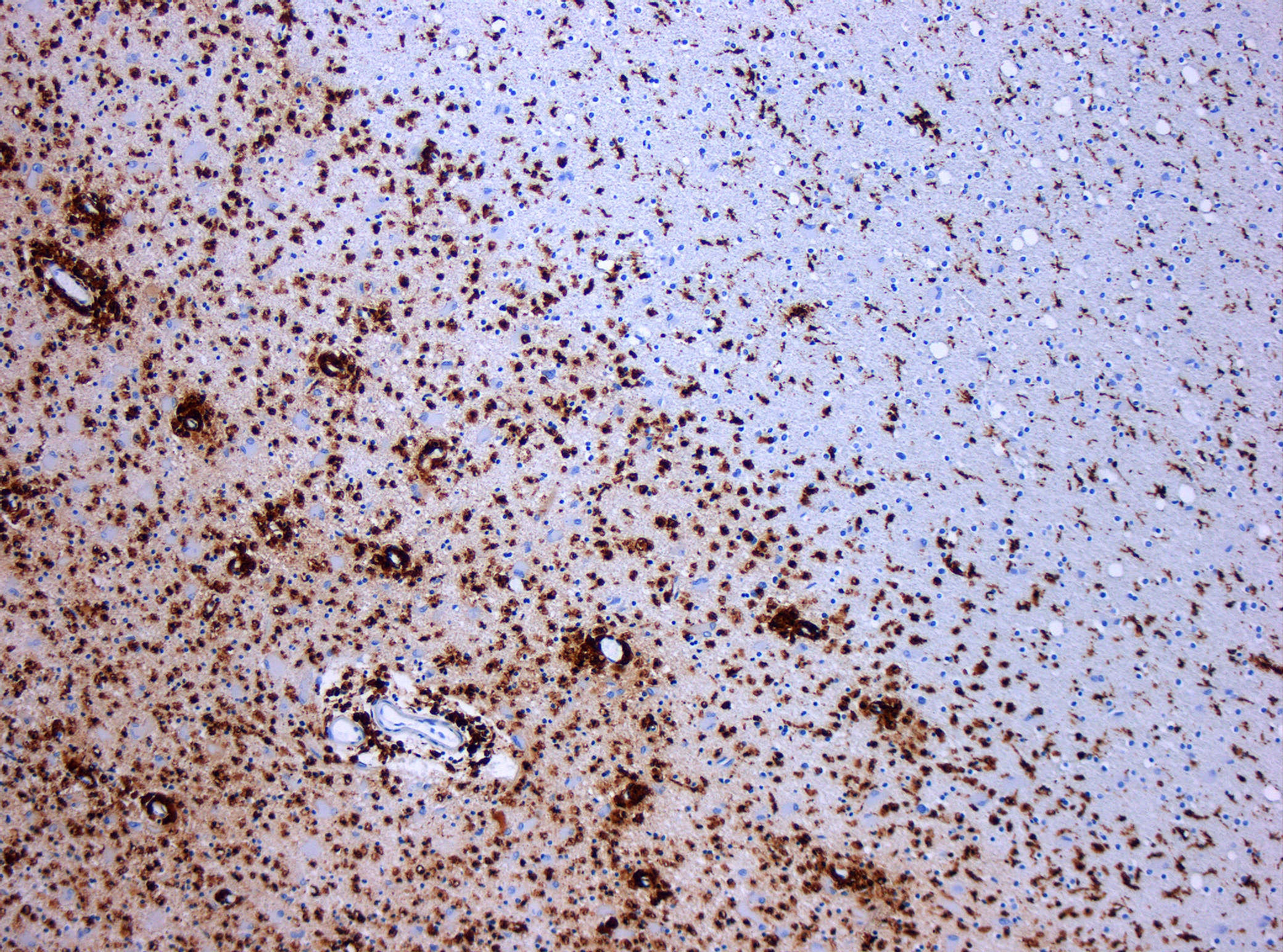
Demyelination by MS. The CD68 colored tissue shows several macrophages in the area of the lesion.

A encefalomielite autoimune experimental (EAE) é um modelo animal de inflamação do sistema nervoso central utilizado para estudar a doença inflamatória desmielinizante do sistema nervoso central (SNC), chamada de Esclerose Múltipla. O modelo experimental é usado principalmente em roedores e é amplamente estudado como um modelo animal para doenças desmielinizantes do SNC, incluindo Encefalomielite Disseminada Aguda. A EAE é também o protótipo para doença autoimune mediada por células T em geral.
A EAE foi desenvolvida por observações durante a convalescença de doenças virais por Thomas M. Rivers, DH Sprunt e GP Berry em 1933. Suas descobertas sobre a transferência de tecido inflamados de pacientes para primatas foram publicadas no Journal of Experimental Medicine .Uma doença monofásica aguda, foi sugerido que a EAE é muito mais semelhante à Encefalomielite Disseminada Aguda que a Esclerose Múltipla.

Principais sintomas da Esclerose Mútipla

A EAE pode ser induzida em várias espécies, incluindo camundongos, ratos, porquinhos-da-índia, coelhos e primatas. Os antígenos mais comumente usados em roedores são os presentes na medula espinhal , a mielina purificada, a proteína da mielina, ou peptídeos dessas proteínas, todos resultando em modelos distintos com diferentes características da doença, tanto na imunologia quanto na patologia. Ela também pode ser induzida pela transferência passiva de células T especificamente reativas a esses antígenos de mielina.  Dependendo do antígeno utilizado e da composição genética do animal, os roedores podem apresentar um ataque monofásico de EAE, uma forma remitente-recorrente, ou EAE crônica. O roedor suscetível típico apresentará sintomas clínicos em torno de duas semanas após a imunização e se apresentará com uma doença recidivante-remitente. O primeiro sintoma clínico arquetípico é a fraqueza do tônus da cauda que progride para a paralisia da cauda, seguida por uma progressão do corpo para afetar os membros posteriores e, finalmente, os membros anteriores. No entanto, semelhante à Esclerose Múltipla, os sintomas da doença refletem a localização anatômica das lesões inflamatórias e também podem incluir estabilidade emocional alterada , perda sensorial, neurite óptica, dificuldades de coordenação e equilíbrio (ataxia) e fraqueza muscular e espasmos. A recuperação dos sintomas pode ser completa ou parcial e o tempo varia com os sintomas e a gravidade da doença. Dependendo dos intervalos de remissão e recaída, os sujeitos do experimento podem ter até 3 surtos de doença dentro de um período experimental.